# Sida lindheimeri
Sida lindheimeri là một loài thực vật có hoa trong họ Cẩm quỳ. Loài này được Engelm. & A. Gray miêu tả khoa học đầu tiên năm 1845.